# Фионин, Сергей Семёнович
Сергей Семёнович Фионин (18.07.1921 — 13.05.1978) — командир орудия 6-го артиллерийского полка 74-й стрелковой дивизии 13-й армии Центрального фронта, сержант. Герой Советского Союза.

## Биография
Родился 18 июля 1921 года в деревне Петропавлово ныне Увинского района Удмуртской Республики в семье видного организатора сельскохозяйственного производства, депутата Верховного Совета СССР двух созывов Фионина Семёна Ивановича. Окончил 7 классов, работал в колхозе.
В Красной Армии с 1940 года. На фронте с июля 1942 года. Член ВКП(б)/КПСС с 1943 года.
Командир орудия 6-го артиллерийского полка сержант Сергей Фионин в бою 11 июля 1943 года на подступах к городу Малоархангельск Орловской области заменил выбывшего из строя командира батареи. В этом бою артиллеристы под командованием С. С. Фионина подбили девять вражеских танков.
16 сентября 1943 года в районе города Короп Черниговской области Украины сержант Фионин скрытно выдвинул орудие к берегу реки Десна и прямой наводкой подавил пять вражеских огневых точек, что дало возможность советским подразделениям форсировать Десну и овладеть опорным пунктом противника в деревне Оболонье Коропского района Черниговской области Украины.
Указом Президиума Верховного Совета СССР от 16 октября 1943 года за образцовое выполнение боевых заданий командования и проявленные при этом мужество и героизм сержанту Фионину Сергею Семёновичу присвоено звание Героя Советского Союза с вручением ордена Ленина и медали «Золотая Звезда».
После войны С. С. Фионин демобилизован. Жил в столице Удмуртии — городе Ижевск. Работал мастером в «Сельхозтехнике». Скончался 13 мая 1978 года.
Награждён орденами Ленина, Отечественной войны 1-й степени, медалями.